# Le Tableau volé
Pour plus de détails, voir Fiche technique et Distribution.
Le Tableau volé est une comédie dramatique française réalisée par Pascal Bonitzer et sortie en 2024,. Le scénario est imaginé à partir de l'histoire réelle du tableau Les Tournesols fanés disparu en 1942 et réapparu en 2004.

## Synopsis
André, commissaire-priseur au sein de la prestigieuse maison de vente Scotie's, est contacté pour authentifier un tableau présumé d'Egon Schiele. D'abord sceptique, il reconnaît bientôt un tableau mystérieusement disparu depuis 1939.

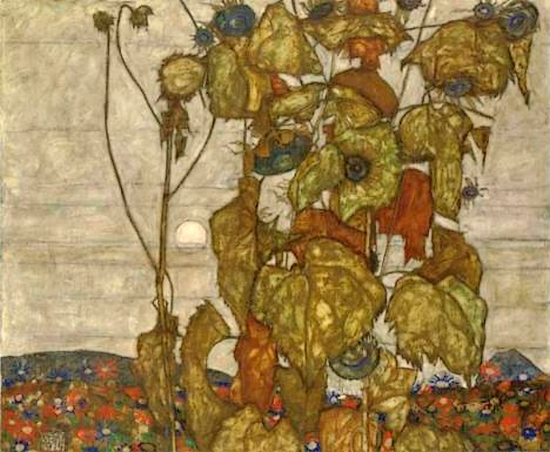
Le tableau d'Egon Schiele, sujet central du film

## À propos du tableau de Schiele
Le film est inspiré d'une histoire vraie. Le tableau d'Egon Schiele, Les Tournesols a été peint en 1914 sous les prémices de la guerre. Il s'est inspiré des Tournesols de Vincent van Gogh qu'il avait vus en 1906. Toutefois, il représente non des Tournesols glorieux et éblouissants comme Van Gogh pour célébrer l'arrivée de Gauguin à Arles en 1889, mais des Tournesols fanés car l'espérance meurt avec le commencement de la Première guerre mondiale.
Le tableau était estimé chez Christie's, en 2003, entre 4 et 6 millions de livres (entre 5,8 et 8,8 millions d'euros). Après une disparition de six décennies, il est vendu, en 2005, pour 11,7 millions de livres, soit 17,2 millions d'euros.
En effet, celui qui avait découvert dans une maison achetée en viager ce tableau avait bien reçu gracieusement 10 % de la somme. Il n'était légalement pas obligé de recevoir une part, d'après la législation pour la restitution des œuvres d'art spoliées sous le Troisième Reich. En France, un service toujours actif du ministère de la Culture, la Mission de recherche et de restitution des biens culturels spoliés entre 1933 et 1945, est chargé de restituer aux héritiers les œuvres spoliées.

## Fiche technique
Sauf indication contraire, les informations mentionnées dans cette section peuvent être confirmées par les bases de données cinématographiques IMDb et Allociné,  présentes dans la section « Liens externes ».
- Titre original : Le Tableau volé
- Réalisation : Pascal Bonitzer
- Scénario : Pascal Bonitzer
- Musique : Alexeï Aïgui
- Décors : Sébastien Danos
- Costumes : Marielle Robaut
- Photographie : Pierre Milon
- Son : Damien Luquet, Vincent Guillon et Jean-Paul Hurier
- Montage : Monica Coleman
- Production : Saïd Ben Saïd
  - Production associée : Kevin Chneiweiss
- Sociétés de production : SBS Productions
- Société de distribution : Pyramide Distribution
- Budget :
- Pays de production :  France
- Langue originale : français
- Format :
- Genre : Comédie dramatique
- Durée : 91 minutes
- Dates de sortie :
  - Luxembourg : 7 mars 2024 (Luxembourg)
  - France : 1er mai 2024

## Distribution
- Alex Lutz : André, commissaire-priseur chez Scottie's
- Léa Drucker : Bertina, experte chez Scottie's
- Nora Hamzawi : Maître Egerman
- Louise Chevillotte : Aurore, stagiaire chez Scottie's
- Alain Chamfort : le père d'Aurore
- Arcadi Radeff : Martin Keller
- Laurence Côte : Sine, la mère de Martin
- Matthieu Lucci : Paco, ami de Martin
- Iliès Kadri : Kamel, ami de Martin
- Olivier Rabourdin : Hervé Quinn
- Vincent Nemeth : Francis de Vierville
- Alexandre Steiger : Henri Dambreuse
- Adrien de Van : Maître Rochebourg
- Doug Rand : Bob Wahlberg
- Peter Bonke : Samson Körner
- Marisa Borini : Madame X, vendeuse d'un Degas
- Christophe Paou : l'homme au col roulé

## Production
Le scénario est librement inspiré de la redécouverte des Tournesols d'Egon Schiele, un tableau disparu depuis la Seconde Guerre mondiale.

## Accueil
En France, le site Allociné propose une moyenne de 3,5⁄5, d'après l'interprétation de 24 critiques de presse.

## Anecdote
Pour justifier sa consommation ostentatoire de produits de luxe, le personnage masculin principal explique en faire une revanche sociale après être né et avoir vécu son enfance dans la « France profonde », en l’occurrence à Xonrupt-Longemer . Ce faisant il commet plusieurs fois la même erreur en prononçant de manière incorrecte « Longemé » au lieu de « Longemère » le nom de cette commune touristique des Hautes Vosges.